# 2007年中华人民共和国腐败案件
2007年中华人民共和国腐败案件，是指2007年间发生、揭发、审理或审判的中华人民共和国、中国共产党的贪污、腐败案件。新华社报道，上半年一共有4866名官员违反财经纪律，挥霍浪费国家资财，因此在厉行节约、反对铺张浪费中受处罚。

## 3月
- 3月16日，经过三年多的复核之后，最高人民法院终审改判原海南省烟草局局长陈罗荣死刑，缓期两年执行。陈罗荣在任职期间，先后五次收受贿赂34万元人民币和250万元港币。1995年，他到老挝万象南岸娱乐城用公款赌博，并指使下属周某某用白条冲平270万泰铢(折合人民币59.86万元)的赌资。2001年12月20日海口市中级人民法院一审判处陈罗荣死刑，剥夺政治权利终身，并处没收个人全部财产。2004年4月，海南省高级人民法院裁定驳回陈罗荣上诉，维持死刑原判。2007年，最高人民法院鉴于陈罗荣所犯受贿罪具有自首情节，赃款全部退回，故将死刑改判为死刑缓期二年执行。

## 6月
2007年5月29日上午，北京市第一中级人民法院对郑筱萸案作出一审判决，以受贿罪判处郑筱萸死刑，剥夺政治权利终身，没收个人全部财产；以玩忽职守罪判处其有期徒刑7年，两罪并罚，决定执行死刑，剥夺政治权利终身，没收个人全部财产。
郑筱萸对判决不服并提出上诉。2007年6月18日14时40分，郑筱萸案二审结束，但没有当庭宣判，由合议庭庭后合议并择日宣判结果。6月18日18时10分左右，郑筱萸的辩护律师张庆、刘宁在其所属北京公元律师事务所的网站上公布了包括郑筱萸案的起诉书、一审辩护词、判决书、上诉状、二审辩护词等在内的9个法律文书。但是最迟至6月19日14时左右即被删除。 6月22日，北京市高级人民法院作出二审裁定，驳回上诉，维持原判。經中华人民共和国最高人民法院核准，2007年7月10日上午，郑筱萸被執行注射死刑，终年63岁。

## 7月
- 7月11日，张绍仓，原安徽省能源集团有限公司党委书记、总经理（正厅级），兼任皖能股份公司董事长、总经理。因为涉嫌贪污、受贿案在阜阳市中级法院开庭审理。1989年至2006年间，张绍仓单独或伙同其妻、儿子收受他人贿赂，折合人民币278万余元。[5]
- 7月，中纪委公布庞家钰贪腐案。

## 8月
- 8月，深圳南山区检察院检察长王泽民涉嫌受贿被双规，交代了受贿行为后，还主动招供上百名官员贪污受贿的线索。南山司法机构腐败案已经被中纪委列为重大腐败案件。
- 2007年7月9日，济南市人大常委会主任段义和指使其侄子在柳海平所驾本田飞度驾驶座下方安置遥控炸弹，当她行车至济南市建设路一段时，车辆发生爆炸，柳海平当场炸死，终年32歲。路边一行人受伤，损毁车辆两辆[6]。8月9日，山东省淄博市中级人民法院一審以爆炸罪判處死刑。8月23日山东省高级人民法院于二审公开开庭审理，作出刑事裁定，驳回段义和、陈志的上诉，维持原判。9月5日，段义和在济南被注射的方式执行死刑[7]，终年61岁。段义和同时被判犯有受贿罪、巨额财产来源不明罪。

## 9月
- 9月26日柏林透明國際指出，在一百八十個國家的評比中，中华人民共和国清廉指数（CPI）第七十二名。2003年名列第六十六名，而2002年名列第五十九名。

## 10月
- 10月24日，原最高人民法院刑四庭专司死刑复核的助理审判员黄孝光，因涉嫌受贿与徇私枉法，被长沙市检察院向长沙中院提起公诉。据知情人士介绍，黄孝光的揭发者是已被刑拘的郴州知名律师黑子林和已被双规的郴州市检察院原副检察长陈瑶云。
- 10月末，新华社外事局原局长虞家复涉嫌为国外机构搜集信息并涉及经济犯罪，夫妻二人同时被双规，被中纪委审查。

同时，新华社江苏分社副社长兼总编辑施勇峰涉嫌贪污、嫖娼等问题被正式逮捕。

## 11月
- 11月，青岛市副市长罗永明，涉及前市长杜世成贪污腐败案，青岛市人大常委会将其撤职。他利用主管房地产开发及公路和桥梁建设的权力，为原青岛市委书记杜世成的情妇插手土地开发和房地产建设获利，大开方便之门，因此被升为副市长。在3月被纪委双规。杜世成案发之后，相继有另一名副市长、及市规划局长和国土资源局长等人被双规，这些人随后“咬”出了罗永明。